# Haitink (geslacht)
Haitink is de naam van een familie uit Lochem die in 1964 in het Nederland's Patriciaat werd opgenomen en vooral bekend werd door de dirigent Bernard Haitink.

## Geschiedenis
De stamreeks begint met Jan Haytinck die te Lochem woonde en daar in 1666 voor de tweede keer trouwde. Zijn kleinzoon Henrick (1676-1703) werd burger van Deventer. Een zoon van de laatste, Gerrit (1711-1788) werd chirurgijn in die plaats.

## Enkele telgen
Gerrit Haitink (1711-1788), chirurgijn te Deventer
- Harmannus Haitink (1760-1808), koopman en wethouder te Purmerend
- Bernardus Haitink (1762-1831), chirurgijn te Deventer
  - Engelbart Adriaan Haitink (1817-1895), luitenant-kolonel genie in het O.-I.L., Ridder Militaire Willems-Orde
    - Constante Wilhelmine Caroline Haitink (1855-1889); trouwde in 1881 met Adolph Georg Theodor Geise (1854-1927),[1] generaal-majoor in Pruisische dienst
    - ir. Bernard Johan Herman Haitink (1857-1927), directeur van de grofsmederijfabriek te Leiden
      - Engelbertha Caroline Haitink (1881-1961); trouwde in 1905 met mr. Salomon Jean René de Monchy (1880-1961), onder andere burgemeester van 's-Gravenhage
      - mr. Willem Herman Leonard Haitink (1885-1957), directeur Gemeentelijk Energiebedrijf te Amsterdam
        - Bernard Johan Herman Haitink (1929-2021), dirigent, onder meer van het Concertgebouworkest.

    - Engelbertha Caroline Haitink (1863-1936); trouwde in 1887 met Hendrik Kemper (1858-1936), luitenant-generaal titulair artillerie, gouverneur Koninklijke Militaire Academie, gouverneur der residentie

Geslachten die opgenomen zijn in het sinds 1910 verschijnende genealogische naslagwerk Nederland's Patriciaat. Lijst volgens opgave van het CBG Centrum voor familiegeschiedenis.
A · B · C · D · E · F · G · H · I · J · K · L · M · N · O · P · Q · R · S · T · U · V · W · Y · Z